# Fedia cornucopiae
Fedia cornucopiae Es una especie de planta con flor perteneciente al género Fedia, incluido a su vez dentro de la antigua familia Valerianaceae, ahora subfamilia Valerianoideae. 

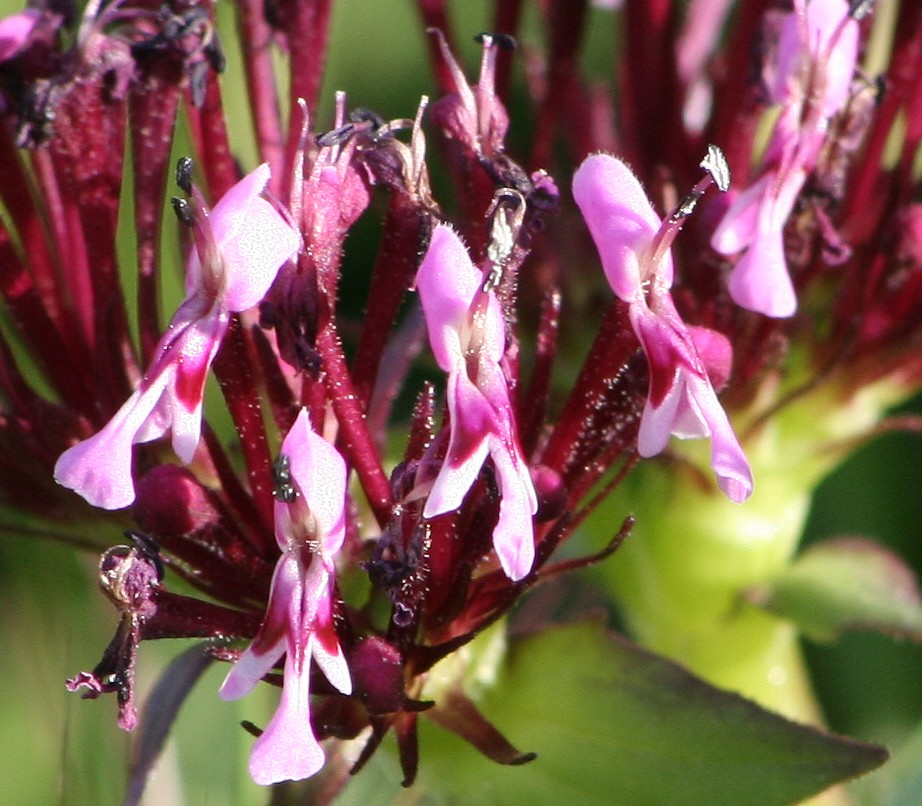
Flores.

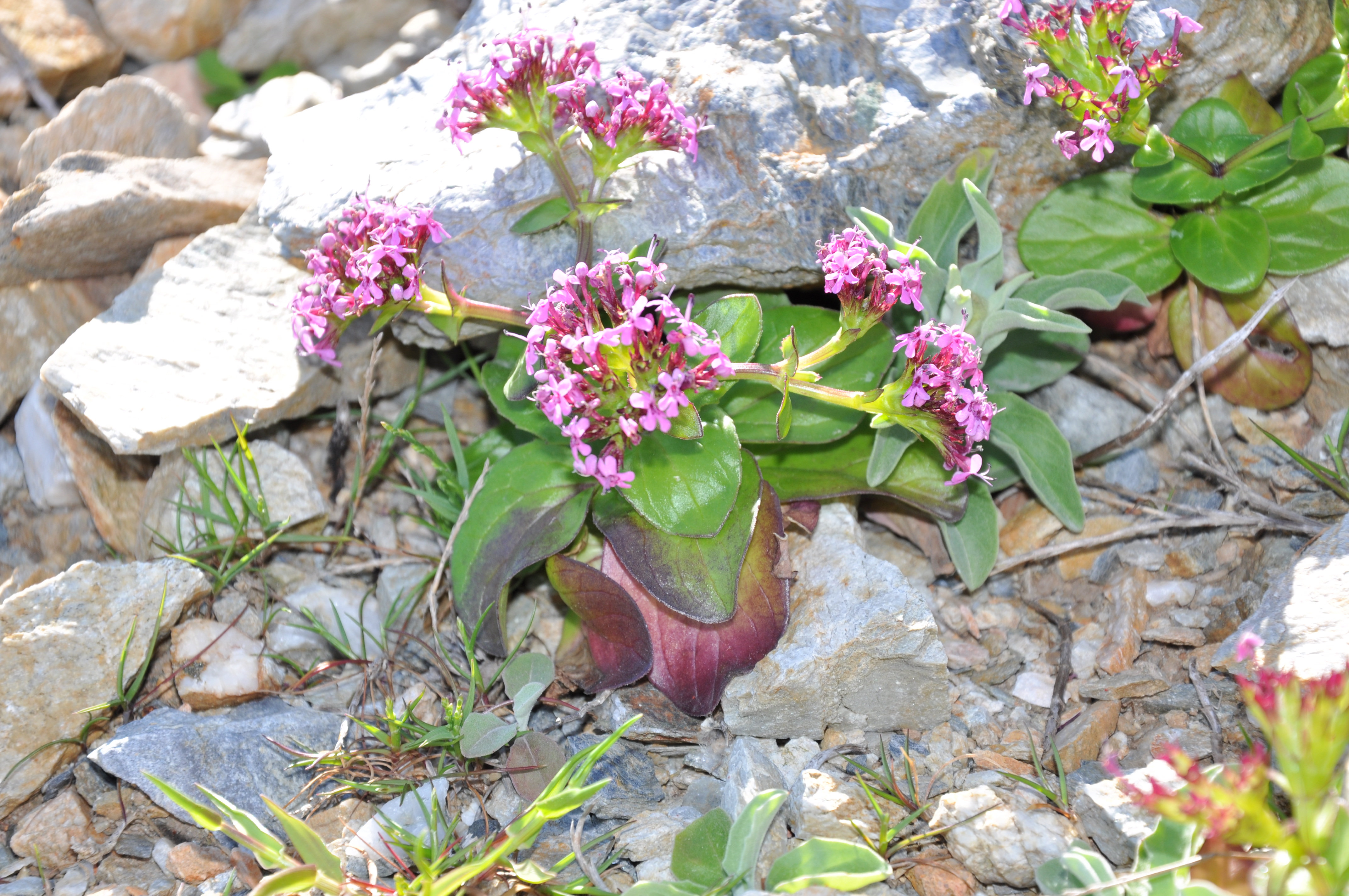
En su hábitat.

## Descripción
Se trata de una especie herbácea anual de pequeño tamaño (hasta 35cm) toda ella algo carnosa y de color verde o púrpura con hojas ovado-elípticas. Presenta inflorescencia dicasial con pequeñas flores de cáliz tubulado y corola bilabiada generalmente de color púrpura

## Distribución y hábitat
Se trata de una especie de origen íbero-magrebí extendida prácticamente por toda la península ibérica y Norte de África. es un tipo de especie ruderal y arvense que suele encontrarse generalmente por debajo de los 1000m

## Taxonomía
Fedia cornucopiae fue descrita por Joseph Gaertner y publicado en De Fructibus et Seminibus Plantarum. . . . 2: 36. 1790.
Variedades
- Fedia cornucopiae var. cornucopiae (L.) Gaertn[3]
- Fedia cornucopiae var. scorpioides (Dufr.) J. López & Devesa[4]

Sinonimia
- Fedia cornucopiae var. scorpioides (Dufr.) J.López & Devesa
- Fedia graeca Dufr.
- Fedia incrassata Moench
- Fedia langei Pomel
- Fedia scorpioides Dufr.
- Mitrophora cornucopia Raf.
- Valeriana cornucopiae L.
- Valeriana ringens Salisb.
- Valerianella cornucopiae Loisel.[5]

## Nombres vernáculos
- Castellano: cornucopia, disparates del campo, fedia, lechuguilla alcarreña, lechuguilla de la Alcarria, sangre de Cristo, sangre de doncella, teta de vaca, trompetillas, zapaticos, zapaticos del Señor, zapatitos del Señor.[6]